# Orsolobus mapocho
Espèce
Orsolobus mapocho est une espèce d'araignées aranéomorphes de la famille des Orsolobidae.

## Distribution
Cette espèce est endémique de la région métropolitaine de Santiago au Chili. Elle se rencontre à Santiago dans la province de Santiago.

## Description
La femelle holotype mesure 4,07 mm.

## Étymologie
Son nom d'espèce lui a été donné en référence au lieu de sa découverte, le rio Mapocho.

## Publication originale
- Forster & Platnick, 1985 : A review of the austral spider family Orsolobidae (Arachnida, Araneae), with notes on the superfamily Dysderoidea. Bulletin of the American Museum of Natural History, no 181, p. 1-229 (texte intégral).